# Renault Ares
Pour les articles homonymes, voir Ares (homonymie).
Cet article concerne le tracteur agricole de Renault. Pour l'autocar de Renault, voir Irisbus Ares.
 (mai 2016).
Si vous disposez d'ouvrages ou d'articles de référence ou si vous connaissez des sites web de qualité traitant du thème abordé ici, merci de compléter l'article en donnant les références utiles à sa vérifiabilité et en les liant à la section « Notes et références ».
Le Renault Ares est un modèle de tracteur lancé en 1997 par Renault Agriculture, filiale de Renault spécialisée dans les tracteurs.